# STAMBP
STAMBP (англ. STAM binding protein) – білок, який кодується однойменним геном, розташованим у людей на короткому плечі 2-ї хромосоми.  Довжина поліпептидного ланцюга білка становить 424 амінокислот, а молекулярна маса — 48 077.
| 10         |  | 20         |  | 30         |  | 40         |  | 50         |
| ---------- |  | ---------- |  | ---------- |  | ---------- |  | ---------- |
| MSDHGDVSLP |  | PEDRVRALSQ |  | LGSAVEVNED |  | IPPRRYFRSG |  | VEIIRMASIY |
| SEEGNIEHAF |  | ILYNKYITLF |  | IEKLPKHRDY |  | KSAVIPEKKD |  | TVKKLKEIAF |
| PKAEELKAEL |  | LKRYTKEYTE |  | YNEEKKKEAE |  | ELARNMAIQQ |  | ELEKEKQRVA |
| QQKQQQLEQE |  | QFHAFEEMIR |  | NQELEKERLK |  | IVQEFGKVDP |  | GLGGPLVPDL |
| EKPSLDVFPT |  | LTVSSIQPSD |  | CHTTVRPAKP |  | PVVDRSLKPG |  | ALSNSESIPT |
| IDGLRHVVVP |  | GRLCPQFLQL |  | ASANTARGVE |  | TCGILCGKLM |  | RNEFTITHVL |
| IPKQSAGSDY |  | CNTENEEELF |  | LIQDQQGLIT |  | LGWIHTHPTQ |  | TAFLSSVDLH |
| THCSYQMMLP |  | ESVAIVCSPK |  | FQETGFFKLT |  | DHGLEEISSC |  | RQKGFHPHSK |
| DPPLFCSCSH |  | VTVVDRAVTI |  | TDLR       |  |            |  |            |

A: Аланін

C: Цистеїн

D: Аспарагінова кислота

E: Глутамінова кислота

F: Фенілаланін

G: Гліцин

H: Гістидин

I: Ізолейцин

K: Лізин

L: Лейцин

M: Метіонін

N: Аспарагін

P: Пролін

Q: Глутамін

R: Аргінін

S: Серин

T: Треонін

V: Валін

W: Триптофан

Кодований геном білок за функціями належить до гідролаз, протеаз, металопротеаз, фосфопротеїнів. 
Задіяний у таких біологічних процесах як убіквітинування білків, альтернативний сплайсинг. 
Білок має сайт для зв'язування з іонами металів, іоном цинку. 
Локалізований у цитоплазмі, ядрі, мембрані, ендосомах.